# Buprestis aurulenta
Buprestis aurulenta (лат.) — вид жуков-златок рода Buprestis (Buprestidae). Северная Америка (Канада, США). Длина тела около 16 мм.
Косвенные расчеты указывают на то, что возраст личинок этих жуков может быть от 5 лет до 51 года. Однако, они основаны только на возрасте мёртвой древесины, из которой зафиксирован выход златок (из половых досок, стен, оконных рам и т. п.).